# Курортний острів

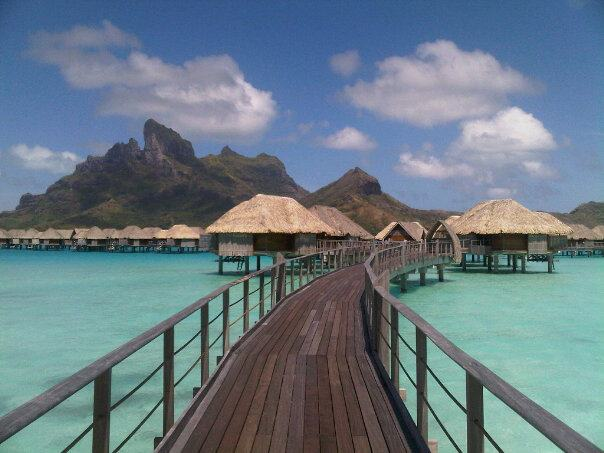
Курорт Four Seasons Bora Bora — бунгало над водою на Бора-Бора (Французька Полінезія)

Курортний острів (фр. Île-hôtel, досл. «острів-готель») — готельний комплекс, розташований на острові. У багатьох випадках це один люксовий готель, який володіє всім островом. У ширшому значенні, курортний острів можна визначити як будь-який острів або архіпелаг, який містить курорти, готелі, надводні бунгало, ресторани, визначні місця та власні зручності, а також може пропонувати проживання за системою «все включено».
Курортний острів часто плутають або ототожнюють з острівним курортом, тобто курортом, розташованим на острові. Останній більше відповідає поняттю морський курорт або пляжний курорт з єдиною відмінністю, що морські курорти можуть бути розташовані на узбережжі материка, тоді як острівні курорти повинні бути на острові або архіпелазі. Найбільше острівних курортів у світі мають Мальдіви.
З одного боку, перетворення невеликого острова на курорт часто тягне за собою серйозну деградацію довкілля (розкопування рифів, стічні води, відкачування піску тощо); з другого ж боку, курортний острівний комплекс може забезпечити притулок для видів морських істот, які часто потерпають від браконьєрів, оскільки курорти мають власні служби охорони, які не може собі дозволити жоден морський заповідник.

## Курортні острови у світі

### Австралія
- Бедарра
- Брамптон
- Дейдрім
- Данк
- Фіцрой (Квінсленд)
- Грейт-Кеппел
- Грін-Айленд (Квінсленд)
- Гаґерстоун
- Гамільтон
- Гейман
- Гінчинбрук
- Ліндеман
- Лізард
- Лонг-Айленд (Вітсандей)
- Саут-Молле

### Велика Британія
- Бург
- Гернсі
- Герм
- Сіллі
- Острів Вайт
- Джерсі

### В'єтнам
- Фукуок

### Греція
- Міконос
- Санторіні
- Крит

### Індія
- Бангарам

### Індонезія
- Балі
- Ломбок
- Флорес
- Раджа-Ампат
- Гілі
- Банка-Белітунг
- Бінтан
- Дераван
- Ментавай
- Мойо
- Сумба
- Саронде
- Кепулауан Серібу
- Вакатобі
- Вех

### Іран
- Кіш

### Іспанія
- Ібіца
- Майорка
- Менорка
- Канарські острови

### Італія
- Капрі
- Сицилія
- Сардинія

### Китай
- Хайнань

### Корея
- Чеджу

### Малайзія
- Лангкаві
- Сабах

### Мексика
- Косумель
- Мухерес
- Хольбош

### Мозамбік
- Вамізі
- Базаруто

### Португалія
- Мадейра

### Саудівська Аравія
- Проєкт Червоного моря

### Сінгапур
- Сентоса

### Таїланд
- Самуї
- Пхукет

### Тайвань
- Пенху

### Танзанія
- Занзібар

### Сполучені Штати
- Гаваї
- Острів Вашингтон

### Філіппіни
- Аманпуло
- Балесін
- Боракай
- Корон
- Мактан
- Сіаргао
- Сікогон

### Франція
- Корсика

### Французька Полінезія
- Бора-Бора
- Моорея
- Таїті

### Японія
- Окінава